# Ernest Jouhy
Ernest Jouhy (pseudonyme d'Ernst Leopold Jablonski, né le 29 juillet 1913 à Berlin et mort en 1988) est un résistant franco-allemand, humaniste et pédagogue.

## Biographie
Ernst Leopold Jablonski, né à Berlin en 1913, y fréquente l'école, ses dernières années au lycée sont marquées par la montée du fascisme. À l'époque, jeune adepte de Marx et d'Alfred Adler, il milite dans une organisation de jeunesse juive d'extrême gauche, contre le racisme, le chauvinisme et contre la haine cynique de l'Humanisme. En 1933, exclu de l'Université Humboldt de Berlin et après sept mois de clandestinité dans l'Allemagne devenue hitlérienne, il rejoint la branche française de sa famille à Paris où, tout en travaillant chez Citroën, il suit à la Sorbonne les cours de psychopédagogie du professeur Henri Wallon. Il rencontre sa future femme, Lida, originaire de Riga et venue étudier la littérature comparée à Paris. En février 1939, le couple est engagé par la baronne Germaine de Rothschild pour diriger la maison de « La Guette » ouverte pour des enfants d'Autriche et d'Allemagne.
Après la déclaration de guerre, le couple entre dans la Résistance à Lyon dans les rangs de la section allemande de la MOI (Main-d'œuvre immigrée) ; Ernst Jablonsky gardera après 1944 son pseudonyme de cette époque : Ernest Jouhy. Après la guerre, il accueille à Ecouis des enfants survivants de Buchenwald et dirige avec sa femme la maison de « la Forge » à Fontenay-aux-Roses qu'il transforme en IMP (Institut médico-pédagogique) et où il organise des stages pour moniteurs de colonies de vacances.
En 1951, il décide de rentrer en Allemagne : « Je me suis réimplanté en Allemagne parce qu'à mon avis, les rares Franco-Allemands capables de faire revivre chez les jeunes Allemands l'héritage humaniste en ruines, en étaient responsables devant toute l'Europe. Ils avaient à faire revivre dans cette jeune génération de « l'Allemagne année zéro », le cheminement des idées de Descartes à Leibniz et à Kant, de Rousseau à Goethe, de Condorcet à Humboldt. Ils devaient à l'Europe que fussent réveillées dans la jeunesse les perspectives qui avaient inspiré les géants de la pensée tant allemande qu'européenne de Hegel à Marx, de Schiller et de Heine à Bert Brecht et à Böll, de Freud et d'Adler à Adorno et à Bloch. J'ai passé outre aux ressentiments de tant de mes amis de la Résistance contre mon retour en Allemagne. Il fallait incarner dans l'éducation et dans l'enseignement le message de 1789 et l'horreur des camps de l'holocauste, l'hymne à la joie de Schiller, la musique de Beethoven et rappeler la bassesse d'un Goebbels et les gueulantes des Sections d'assaut. » (Ernest Jouhy )
Il devient enseignant à l'Odenwaldschule, quitte le Parti communiste d'Allemagne (KPD) en 1952, passe à l'enseignement universitaire en 1968/69 et, devenu professeur à l'Université Johann Wolfgang Goethe de Francfort-sur-le-Main, il y crée un institut de pédagogie pour le Tiers-Monde (Institut für „Pädagogik: Dritte Welt“). À la même époque (1961), Ernest Jouhy fonde à Châteauneuf-de-Mazenc, Drôme, le F.I.E.F. (Foyer International d'Études Françaises), association loi 1901 qui accueille toute l'année des stagiaires et groupes de toutes nationalités. « Le beffroi féodal et le donjon sinistre de la répression absolutiste à Crest à peu de distance des traces de la Résistance dans la cour du FIEF et des vestiges de la terreur et de la libération dans le massif du Vercors, voilà qui enracine le stagiaire dans le passé et le libère pour continuer et pour innover. » (Ernest Jouhy)

## Sources et liens externes
- Le site du F.I.E.F.
- Le site dû au centenaire de sa naissance (en allemand) Ernest Jouhy
- Benjamin Ortmeyer: Ernest Jouhy: Leben und pädagogisches Werk. Antrittsvorlesung an der Goethe-Universität Frankfurt am Main

16. Dezember 2008 (Ernest Jouhy : Vie et œuvre pédagogique. Cours inaugural de B. Ortmeyer le 16 décembre 2008 à l'université Goethe de Francfort sur Main) 